# Cape Horn
Cape Horn és una àrea no incorporada al Comtat de Placer (Califòrnia). Per Cape Horn discorre el traçat de la Southern Pacific, a 2.5 milles (4.0 km) al nord-est de Colfax. Es troba a una alçària de 2,654 peus (809 m).